# Colle Madore
Colle Madore è un sito archeologico sicano, situato a circa 1,5 km dal paese di Lercara Friddi, in provincia di Palermo.
Il colle venne sfruttato in passato per l'estrazione dello zolfo. Vi si trovava anche una cava di estrazione di gesso nel lato opposto a quello interessato dagli odierni scavi archeologici.

## Origine del nome
L'attuale toponimo "Madore", che deriva dal greco madarόs ("bagnato"), è collegato trasversalmente al tema (per via della presenza di falde acquifere nella zona del colle). 

## Scavi
Nel 1992 furono trovati accidentalmente da parte di Antonino Caruso alcuni reperti, che furono consegnati al comune. Successivamente negli anni 1995, 1998 e 2004 sono state condotte campagne di scavo, a cura della Soprintendenza ai beni culturali e ambientali di Palermo, che hanno riportato alla luce un'antica area sacra (situata poco sotto la cima sul versante sud) affiancata da vani dedicati alla produzione metallurgica. I reperti rinvenuti negli scavi sono esposti presso il locale Museo civico.

## Insediamento e rinvenimenti

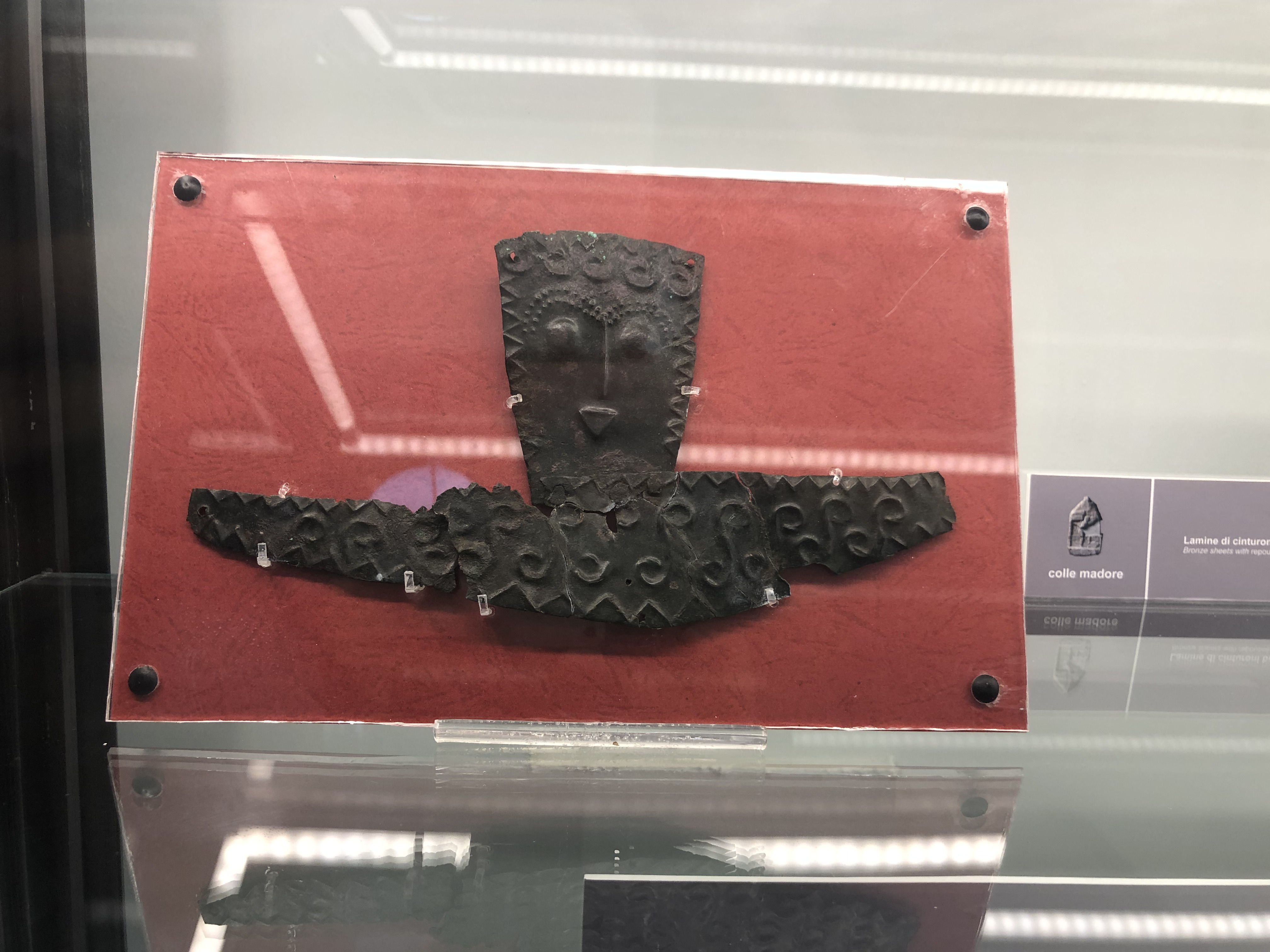
Reperto del Museo Civico di Lercara Friddi

I reperti più antichi risalgono all’età del bronzo con le fasi di Rodì Vallelunga e Thapsos, intorno al II millennio a.C. Si tratta di 13 frammenti come asce, lame, punte di giavellotti e spade databili al XI secolo a.C.
Gli scavi hanno riportato alla luce motore i resti di un insediamento sicano arcaico, risalente all'VIII-VII secolo a.C. Intorno alla metà del VI secolo a.C., grazie alla sua collocazione sulle vie delle valli dei fiumi Torto e Platani, subì una profonda ellenizzazione. I materiali archeologici testimoniano contatti con le colonie greche Imera e Agrigento e con i coevi centri indigeni.
A questa fase risale la presenza di un edificio circolare di 8/10 m di diametro e un sacello (550-525 a.C.), che ha restituito un rilievo raffigurante una figura umana seduta sul bordo di una vasca: interpretato inizialmente come Eracle alla fontana, raffigura Minosse, che morì in una vasca da bagno. In un lavoro di ricerca dello studioso Danilo Caruso viene esibito con prove come il sacello sia identificabile con il tempio di Afrodite presso il quale si trovava il finto sepolcro di Minosse, ucciso nella leggenda di cui parla Diodoro Siculo nella Biblioteca storica dal re sicano Cocalo: il mito fu rielaborato da Terone, tiranno di Agrigento all'inizio del V secolo a.C. nell'ambito della sua politica d'espansione territoriale a scapito di Himera.
Lo documentano, tra l'altro, una serie di reperti archeologici (soprattutto una statuetta acefala di divinità femminile che ha in braccio una lepre, un pezzo di scodella con sul fondo riprodotta una svastica e una lamina decorata da protomi taurine: tre rappresentazioni esplicitamente collegate ad Afrodite) e la posizione strategica di Colle Madore (nell'area che domina le vie di comunicazione poste tra Tirreno a nord e Mediterraneo a sud). Un bacino liturgico inoltre è da collegare alla centralità dell'acqua, elemento sacrale in questo santuario, così come la presenza di molti vasi. 

## Ipotesi sul sito
Il primo insediamento risale all’età del bronzo di cultura sicana e dimostra la presenza di una continuità grazie a lavorazioni artigianali e un’economia florida. 
Dopo la conquista di Terone intorno al 483 a.C. la titolarità del santuario potrebbe essere passata da Afrodite-Astarte a Demetra. Durante questo periodo il sito subì una prima parziale distruzione. L'insediamento proseguì in forma ridotta fino a essere definitivamente abbandonato intorno alla fine del V secolo, in seguito alla conquista cartaginese e alla distruzione di Imera e di Selinunte nel 409-405 a.C. Sul sito infatti numerosi oggetti recano le stracce di un violento incendio che prefigura la devastazione avvenuta.